# Renate Angerer

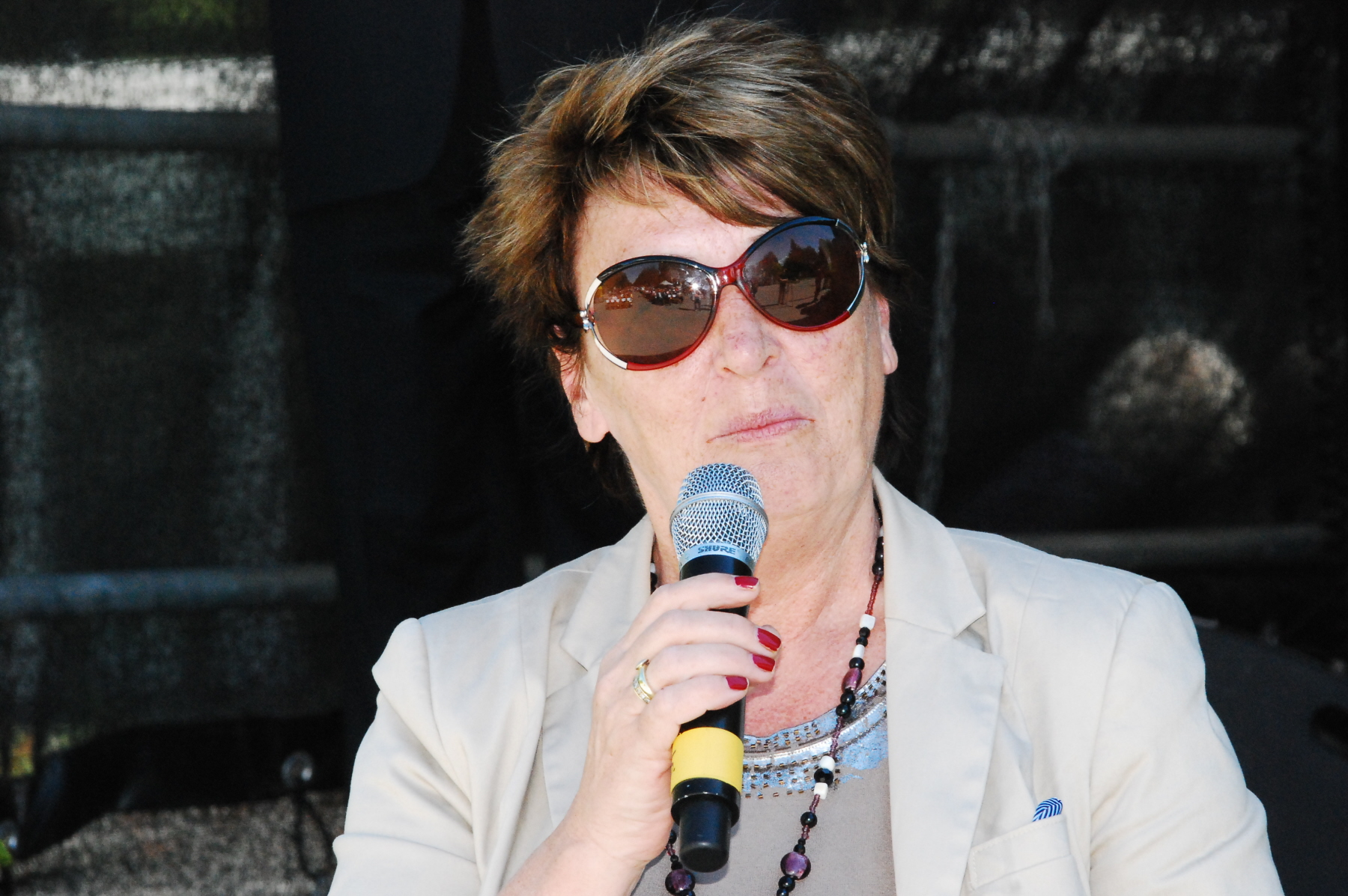
Renate Angerer (2012)

Renate Angerer (* 11. Dezember 1947 in Wien) ist eine österreichische Politikerin (SPÖ). Angerer war von 2003 bis 2014 Bezirksvorsteherin des 11. Wiener Gemeindebezirks Simmering.

## Ausbildung und Beruf
Angerer besuchte zwischen 1961 und 1963 die Berufsschule der Floristen und schloss ihre Ausbildung mit der Lehrabschlussprüfung ab. Ab 1975 war sie selbständig als Floristin tätig und arbeitete hauptsächlich in der Lehrlingsausbildung. 1996 wurde Angerer zur Innungsmeisterstellvertreterin der Floristen gewählt, zudem wurde sie Obfrau des Freien Wirtschaftsverbands (FWV) der Bezirksorganisation Simmering und in den Beirat des Kreditvereins der Bank Austria berufen. 1999 wurde Angerer zudem in den Landesvorstandsmitglied des FWV gewählt und übernahm die Funktion der Stellvertreterin der Obmännerkonferenz des FWV. Angerer wurde im Jahr 2000 zur Innungsmeisterin der Floristen gewählt.

## Politik
Angerer trat 1961 der SPÖ bei und ist seit 1975 Mitglied des Freien Wirtschaftsverbands Simmering. Sie wurde 1980 in den Innungsausschuss der Floristen gewählt und wurde 1985 Vorsitzende der Lehrlingsprüfungskommission. 1995 wurde sie Bundesinnungsmitglied und 1996 Bezirksrätin in Simmering. 2001 übernahm sie das Amt der Bezirksvorsteherstellvertreterin, bevor sie am 22. August 2003 das Amt der Bezirksvorsteherin antrat. Ende November 2014 ging sie in Pension und übergab den Bezirksvorsitz an Eva-Maria Hatzl.